# Chapelle de Saint-Céneri
La chapelle de Saint-Céneri est un édifice catholique du XVe siècle situé à Saint-Céneri-le-Gérei, en France.

## Localisation
La chapelle est située dans le département français de l'Orne, au sud du bourg de Saint-Céneri-le-Gérei.

## Historique
L'édifice est inscrit au titre des monuments historiques depuis le 22 octobre 1926.

## Architecture et mobilier

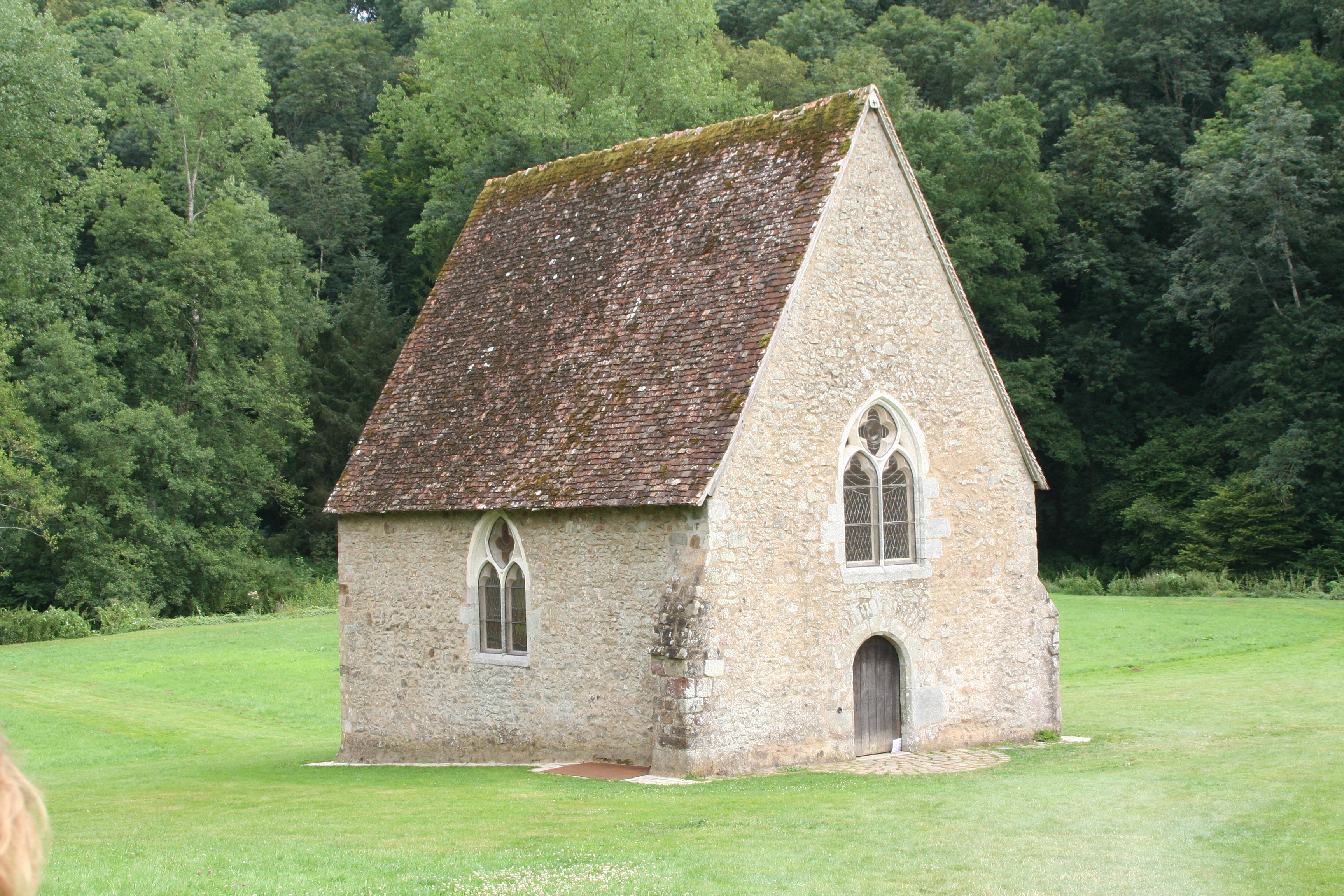
Vue septentrionale.
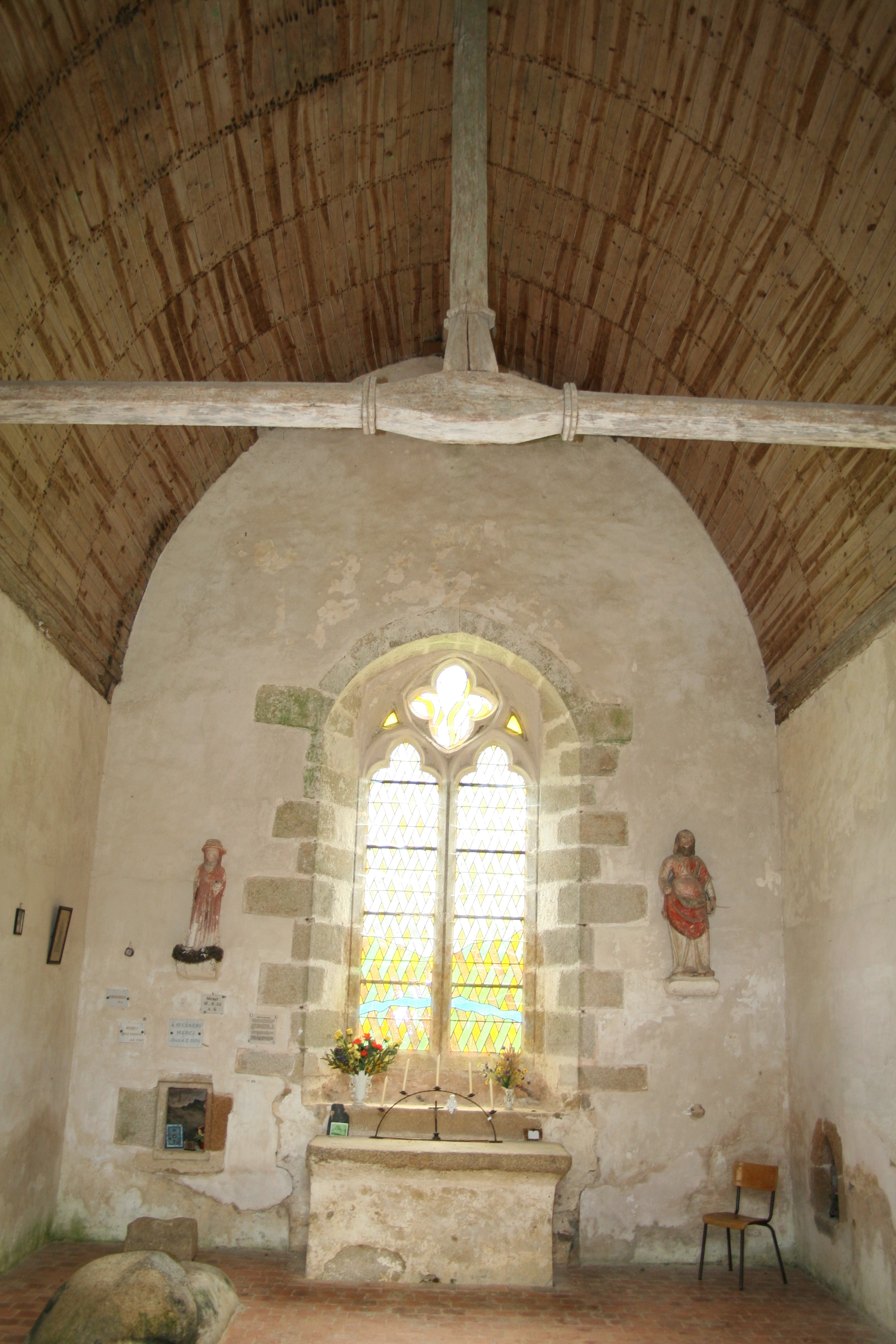
Intérieur, côté chevet.
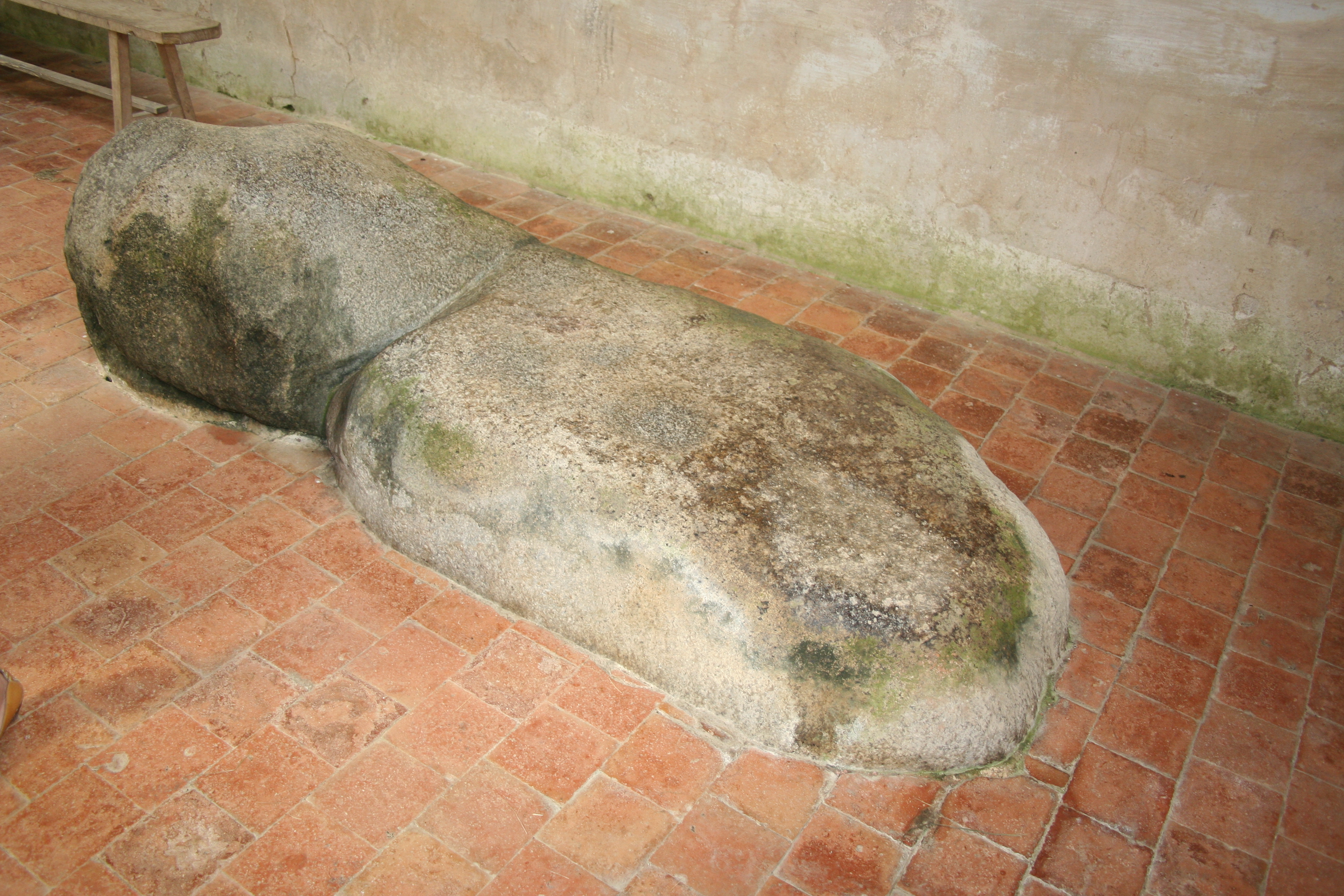
Le « lit du saint ».
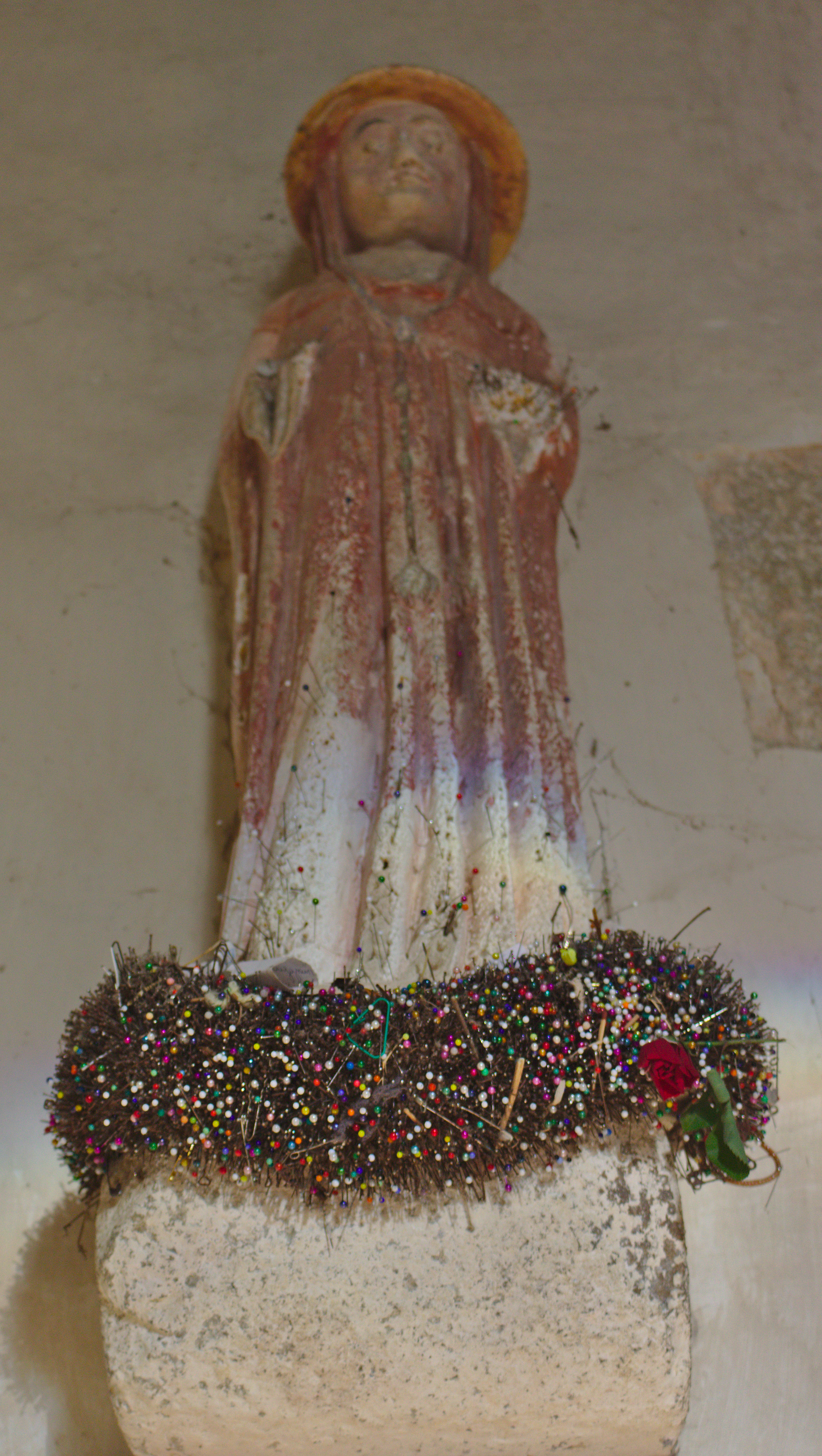
Statue de saint Céneri.